# Nagel (anatomie)
Een nagel is de harde bescherming die de mens of dier heeft op de bovenzijde van een vingertop, teen, nagels van een klauw of de buitenkant van de hoef.

## Functie
De belangrijkste functie van de nagels is de bescherming van de zenuwuiteinden in de toppen van de vingers, waardoor er geen eeltvorming plaatsvindt op de vingertoppen. Door de aanwezigheid van de nagels behoudt een mens/dier dus het gevoel in de vingertoppen.
De mens heeft de nagel weten te gebruiken voor onder andere het bewerken van kleine voorwerpen, krabben, pulken enzovoort. In vroegere tijden konden zo ook eetbare wortels uit de grond gekrabd worden.
Menselijke nagels groeien ongeveer 2-3 mm per maand, bij mannen iets sneller dan bij vrouwen. Om een nagel volledig opnieuw te laten aangroeien is ongeveer 6 tot 8 maanden nodig; voor teennagels tot wel 18 maanden. Bij zoogdieren is er een samenhang tussen het eindkootje en de snelheid waarmee de nagel groeit. Dit betekent bij de mens dat de nagel van de middelvinger sneller groeit dan van de pink, en van de vingers sneller dan van de tenen. Het huidrandje dat op de nagel aansluit, heet nagelriem. Het licht gekleurde maanvormige vlekje onder de nagel heet lunula. Het gedeelte van de nagel dat vrij uitsteekt heet vrije (nagel)rand (Latijn: margo liber unguis).
Veel vrouwen laten nagels lang groeien om er aantrekkelijker of vrouwelijker uit te zien. De historische verklaring hiervan is dat een vrouw met lange nagels niet met haar handen kan werken - dus personeel in dienst heeft - en dus van goede stand is. Indien nagels zwak of breekbaar zijn, of gewoon als modeaccessoire, worden ook wel kunstnagels op de natuurlijke nagels geplakt.
Sommige mensen zijn verslaafd aan nagelbijten. Daardoor hebben ze vaak een kort nagelbed (het roze gedeelte van de nagel). De vingertop komt dan vaak onder de vrije rand van de nagel uit. Aan de andere kant kunnen korte nagels ook een teken zijn van een hobby of beroep dat korte nagels vereist, zoals het bespelen van een snaarinstrument. Gitaristen zijn vaak herkenbaar door korte nagels aan de ene hand en lange nagels aan de andere hand.
De nagelplaat (de zichtbare bovenkant) bestaat uit 3 lagen:
- Hoornlaag (schubbenlaag), is de bovenste laag die bij uitdroging loskomt. Ook wel splijtende nagels genoemd.
- Keratinelaag (sponslaag), neemt alle voedingsstoffen op en houdt vocht en vet vast.
- Epitheellaag (onderste laag), is de bevestigingslaag van de nagelwal. Deze bevindt zich aan de zijkant van de nagelplaat.

## Afwijkingen
Onychopathie en onychosen zijn de algemene termen voor ziekten en afwijkingen aan de nagel. Vaak gaan ze gepaard met huidziekten, zoals psoriasis.
- nagelriemontsteking, infectie aan nagelriem
- strepen van Mees (een vorm van leukonychie)